# Partido Popular (1976)
Partido Popular va ser un partit polític espanyol fundat per Pío Cabanillas i José María de Areilza al novembre de 1976. La seva ideologia era de centredreta i provenia del nucli de reformistes del règim agrupat entorn del grup Tácito.
Al moment del naixement del partit, al novembre de 1976, José María de Areilza i Pío Cabanillas, tots dos ex alts funcionaris franquistes, eren ministres del gabinet d'Adolfo Suárez, i va federar el Partido Popular Regional Valenciano Autonomista de Emilio Attard Alonso i la formació de Balears. El congrés del Partido Popular celebrat en Madrid al febrer de 1977, va tenir una gran envergadura, comparable al del PSOE de desembre anterior; en aquest congrés Areilza es va mostrar com la seva figura més destacada. Entorn del partit es va organitzar una coalició denominada Centre Democràtic, que va servir d'embrió a la creació de la Unió de Centre Democràtic, que acabaria sent liderada pel president Adolfo Suárez en desembarcar-hi amb el seu govern. Suárez va posar com a condició prèvia la sortida de Areilza, per evitar rivalitats, i el partit va accedir a aquesta petició.
Areilza va abandonar la UCD i va crear Acció Ciutadana Liberal, que es va presentar a les eleccions generals de 1979 coaligat amb Alianza Popular, liderada per Manuel Fraga, dins de Coalició Democràtica, sent elegit diputat. No obstant això, a les eleccions generals de 1982 Areilza va tornar a UCD.
Pío Cabanillas seria un dels principals dirigents de la UCD i ministre tant amb Suárez com amb Leopoldo Calvo-Sotelo.
No obstant això un sector del partit es va oposar a la integració d'aquest en UCD en 1977, escindint-se la seva branca catalana liderada per Antoni de Senillosa, que en les eleccions de 1979 es va presentar dins de Coalició Democràtica, sent Senillosa elegit diputat per Barcelona.
El registre d'un partit amb el nom "Partit Popular" es va fer per Juan Antonio Ortega y Díaz-Ambrona i Manuel Fraile Clivilles, a l'empara de la Llei d'Associacions Polítiques de 14 de juny de 1976. El 2 d'octubre de 1976 es va comunicar públicament pel Ministeri de l'Interior la llista dels deu primers partits acceptats en el Registre d'Associacions Polítiques, figurant el "Partit Popular" entre els tres que havien seguit el tràmit d'aprovació en Consell de Ministres.